# Grahamomyia bicellula
Grahamomyia bicellula är en tvåvingeart som beskrevs av Alexander 1935. Grahamomyia bicellula ingår i släktet Grahamomyia och familjen småharkrankar. Inga underarter finns listade i Catalogue of Life.